# Kermen
Kermen (bulgariska: Кермен) är en ort i Bulgarien.   Den ligger i kommunen Obsjtina Sliven och regionen Sliven, i den centrala delen av landet, 240 km öster om huvudstaden Sofia. Kermen ligger 169 meter över havet och antalet invånare är 2 222.
Terrängen runt Kermen är platt, och sluttar söderut. Närmaste större samhälle är Nova Zagora, 19,2 km väster om Kermen.
Trakten runt Kermen består till största delen av jordbruksmark. Runt Kermen är det ganska glesbefolkat, med 25 invånare per kvadratkilometer.